# Peinbach
Der Peinbach ist ein rund 0,8 Kilometer langer, linker Nebenfluss des Lusenbaches in der Steiermark. Er entspringt im Westen der Gemeinde Haselsdorf-Tobelbad, südwestlich  der Rotte Haselsdorfberg und nördlich der Rotte Haselsdorf und fließt zuerst in einen Rechtsbogen und anschließend ziemlich geradlinig insgesamt nach Westen. Im Westen von Haselsdorf-Tobelbad, nordwestlich von Haselsdorf und nördlich des Hofes Mühlbach mündet er etwas westlich der L336 in den Lusenbach, welcher danach geradeaus weiterfließt.